# Lexingtonklasse (slagkruiser)

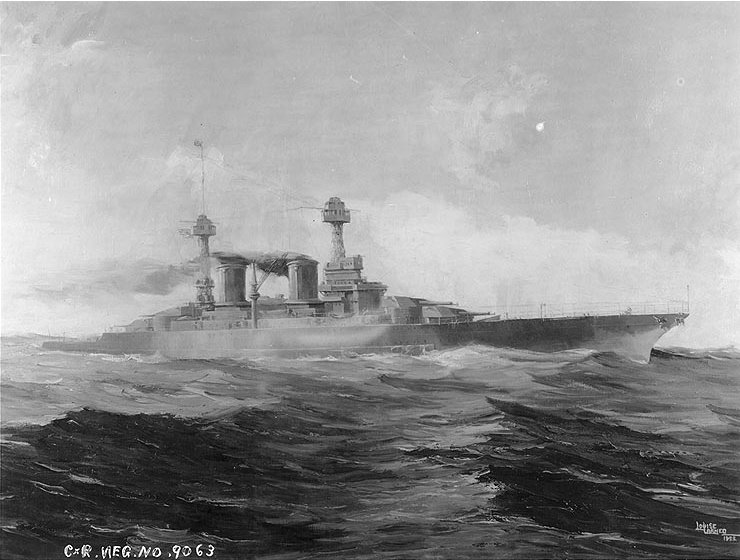
impressie

De Lexington-klasse was een klasse van kruisers, die door de United States Navy zijn besteld, maar niet als zodanig dienst hebben gedaan. Ze kregen de boegsymbolen CC-1 tot CC-6 toegewezen en waren geautoriseerd onder de bouwprogramma's van de Amerikaanse marine 1917-1919. Ze waren als snelle verkenners bedoeld voor de slagvloot.
Er zijn er maar twee van de zes die inderdaad hebben gevaren: de USS Lexington uit 1927, die tot vliegdekschip CV-2 werd omgebouwd en in mei 1942 in de Slag in de Koraalzee verloren ging en de USS Saratoga, omgebouwd tot vliegdekschip CV-3, die zeer intens werd gebruikt, maar in 1946 bij een atoomproef zonk. Deze twee vielen onder de Lexingtonklasse voor vliegdekschepen.

## Beschrijving
Deze grote schepen hadden een langlopende ontwikkeling. Het originele 1916 ontwerp had een deplacement van 34.300 ton met een hoofdbatterij van tien 356mm-kanons, relatief lichte bepantsering en een snelheid van 35 knopen. De plannen werden tegen 1919 door de ervaringen in de Eerste Wereldoorlog iets veranderd. Ze werden uitgerust met 406mm-kanons en kregen een betere bescherming, maar voeren iets minder snel.
De Lexington-klasse slagkruisers waren zo ontworpen dat ze zeer snel en zwaar bewapend waren, maar een bepantsering hadden welke niet veel beter was dan die van de allereerste slagkruisers. Ze waren gepland om met acht 406mm-kanons te worden uitgerust in vier koepels, maar hadden een pantser van maar 178 mm. Dit laatste was voldoende tegen de kanons van kruisers, maar inadequaat tegen wapens van vijandelijke slagschepen of slagkruisers. Het eerste idee achter het ontwerp was dat het geavanceerde kruisers moesten worden, dus geen zwaar bepantserde slagkruisers zoals de HMS Hood of de Japanse Amagis-klasse.
Sommigen opperden dat door iedere vermindering in de bepantsering de schepen tegen geen enkele vijandelijke slagschip en slagkruiser meer waren opgewassen, tijd en geld kon worden bespaard door de complete bepantsering te verwijderen. Daar werd tegenin gebracht dat er weinig praktisch nut was voor de kruiser-verkenners, omdat de 16-inch-kanons weliswaar voor overkill tegen vijandelijke kruisers en kleinere schepen zorgden, maar het gebrek aan bepantsering inhield dat de Lexingtons niet dichtbij genoeg bij grotere schepen konden komen om ze te gebruiken. De twee gebouwde schepen met de motoren die ze tot 33 knopen voort konden stuwen werden daarom tot vliegdekschepen omgebouwd, die snel en flexibel waren.

## Conversie en sloop
De bouw van de Lexington-klasse schepen kreeg tijdens de Eerste Wereldoorlog geen prioriteit en werd dus uitgesteld. De kiellegging liet tot in het midden van de jaren 1920 op zich wachten. De internationale conferentie in Washington D.C. over het maritieme evenwicht in de wereld had deze dure slagkruisers als een van de belangrijkste onderwerpen van gesprek. De constructie van de kruisers van de Lexington-klasse werd na het Vlootverdrag van Washington van 1922 gestopt. Het verdrag stond het toe twee van de slagkruisers tot vliegdekschip om te bouwen. Dit werden de USS Lexington en  de USS Saratoga. De bouw van de andere vier schepen werden in augustus 1923 afgeblazen en ze werden op de helling tot waar hun bouw was gekomen gesloopt. 
De Lexington-klasse bestond uit zes schepen, in aanbouw op vier plaatsen. 
1. Lexington, boegsymbool CV-2, oorspronkelijk CC-1 - kiel gelegd in Quincy, Massachusetts, januari 1921 
 Het werd het vliegdekschip CV-2, maar ging tijdens de Slag in de Koraalzee in 1942 ten onder.
2. Constellation, CC-2 - kiellegging in Newport News, Virginia, augustus 1920. afgeblazen en gesloopt
3. Saratoga, CV-3, oorspronkelijk CC-3 - kiellegging in Camden, New Jersey, september 1920 
 Het werd vliegdekschip CV-3, omdat de bouw ervan verder was gevorderd dan de Consellation. De Saratoga werd intensief als vliegdekschip ingezet, maar werd bij Operation Crossroads, een serie kernproeven in 1946 als doel gebruikt en zonk.
4. Ranger, CC-4 - kiellegging in Newport News, Virginia, juni 1921, afgeblazen en gesloopt
5. Constitution, CC-5 - kiellegging in Philadelphia, Pennsylvania, september 1920, afgeblazen en gesloopt
6. United States, CC-6 - kiellegging in Philadelphia, Pennsylvania, september 1920, afgeblazen en gesloopt.

## Websites
- Global Security. CC-1 Lexington Class.